# Список найбагатших компаній України
Список найбагатших компаній України.

## 2016
За отриманим прибутком:
1. НАК «Нафтогаз України»
2. ПАТ «Південний гірничо-збагачувальний комбінат»
3. ПрАТ «Нафтогазвидобування»
4. ПАТ «Запорізький меткомбінат „Запоріжсталь“»
5. ДП «Адміністрація морських портів України»
6. ПАТ «Північний ГЗК»
7. ПрАТ «Київстар»
8. ДП «НЕК „Укренерго“»
9. ПрАТ «Арселор Міттал Кривий Ріг»
10. ТОВ «Епіцентр К»

## 2015
У списку відсутні підприємства, частка державної власності яких понад 50 %. За прибутком (дані «Форбс Україна») перша десятка:
1. Метінвест (металургія)
2. Південний гірничо-збагачувальний комбінат (металургія)
3. UkrLandfarming (сільське господарство)
4. Ferrexpo (металургія)
5. МТС Україна (телекомунікації)
6. Мотор Січ (машинобудування)
7. Київстар (телекомунікації)
8. Нібулон (сільське господарство)
9. Укргаз-Енерго (нафто-газ)
10. Cargill Україна (сільське господарство)

## 2010
У рейтинговій таблиці компанії відсортовані за обсягом чистого доходу (виторг від реалізації за вирахуванням ПДВ і акцизів). Крім того, показані:
- позиція в попередньому періоді
- чистий прибуток (прибуток, що залишається в компанії після всіх податків і відрахувань)
- активи і капітал (матеріальні активи, грошові кошти, цінні папери, які контролює організація і які здатні в майбутньому забезпечити економічну вигоду).

Рейтинг складено за підсумками 2009 року і видано в листопадовому числі журналу «ГVардия»
Список очолюють:
1. НАК «Нафтогаз України»
2. «Систем кепітал менеджмент», ЗАТ
3. МК «Азовсталь», ВАТ
4. «ТНК-ВР Коммерс», ТОВ
5. «АрселорМіттал Кривий Ріг», ВАТ
6. «ЛиНИК»
7. Маріупольський металургійний комбінат імені Ілліча, ВАТ
8. Індустріальний союз Донбасу
9. СП «Нібулон»
10. «Київстар Дж. Ес. Ем.», ЗАТ